# Вусач-коренеїд етіоп
Вуса́ч-коренеї́д е́тіоп (лат. Dorcadion aethiops Scopoli, 1763 = Cerambyx morio (Fabricius) Olivier, 1795 nec Fabricius, 1787) — вид жуків з родини вусачів.

## Хорологія
У зооґеографічному відношенні D. aethiops належить до балкакнських видів середземноморського зооґеографічного комплексу. Ареал охоплює Балкани та південь Центральної Європи. 

## Екологія
Жуки трапляються на ксерофільних степових луках, повзають по ґрунті, не літають. Живляться листками та молодими пагонами злаків, які обгризають біля самого ґрунту. Літ триває з травня по липень. Личинка розвивається в ґрунті, об’їдає корені трав’янистих рослин. 

## Морфологія

### Імаго
Комахи середніх розмірів, завдовжки 15-22 мм. Тіло слабо витягнене, менш-більш еліптичне, валькувате. Передньоспинка з гострим бічним горбиком, вкрита дрібними, рівномірними цятками. Плечове реберце згладжене, слабко виділяється. Забарвлення жука – чорне. Вусики самця досягають середини надкрил, їх членики великі, широкі. У самок вусики ледь досягають надкрил, їх членики дрібні. Передні лапки самця розширені. Крила недорозвинені.

### Личинка
Тіло личинки товсте. Голова сильно втягнена в передньоспинку, гіпостом короткий, пронотум безбарвний, м’який, несклеротизований. Мозолі черевця зі слабко розвиненою скульптурою. Анальний отвір поперечний.

## Життєвий цикл
Розвиток триває 2 роки.

## Підвиди
- Dorcadion aethiops aethiops (Scopoli, 1763)
- Dorcadion aethiops majoripenne Pic, 1926